# NGC 2892
NGC 2892 é uma galáxia elíptica (E) localizada na direcção da constelação de Ursa Major. Possui uma declinação de +67° 37' 03" e uma ascensão recta de 9 horas, 32 minutos e 52,8 segundos.
A galáxia NGC 2892 foi descoberta em 11 de Maio de 1885 por Lewis A. Swift.